# William Henry Hill (Politiker, 1876)

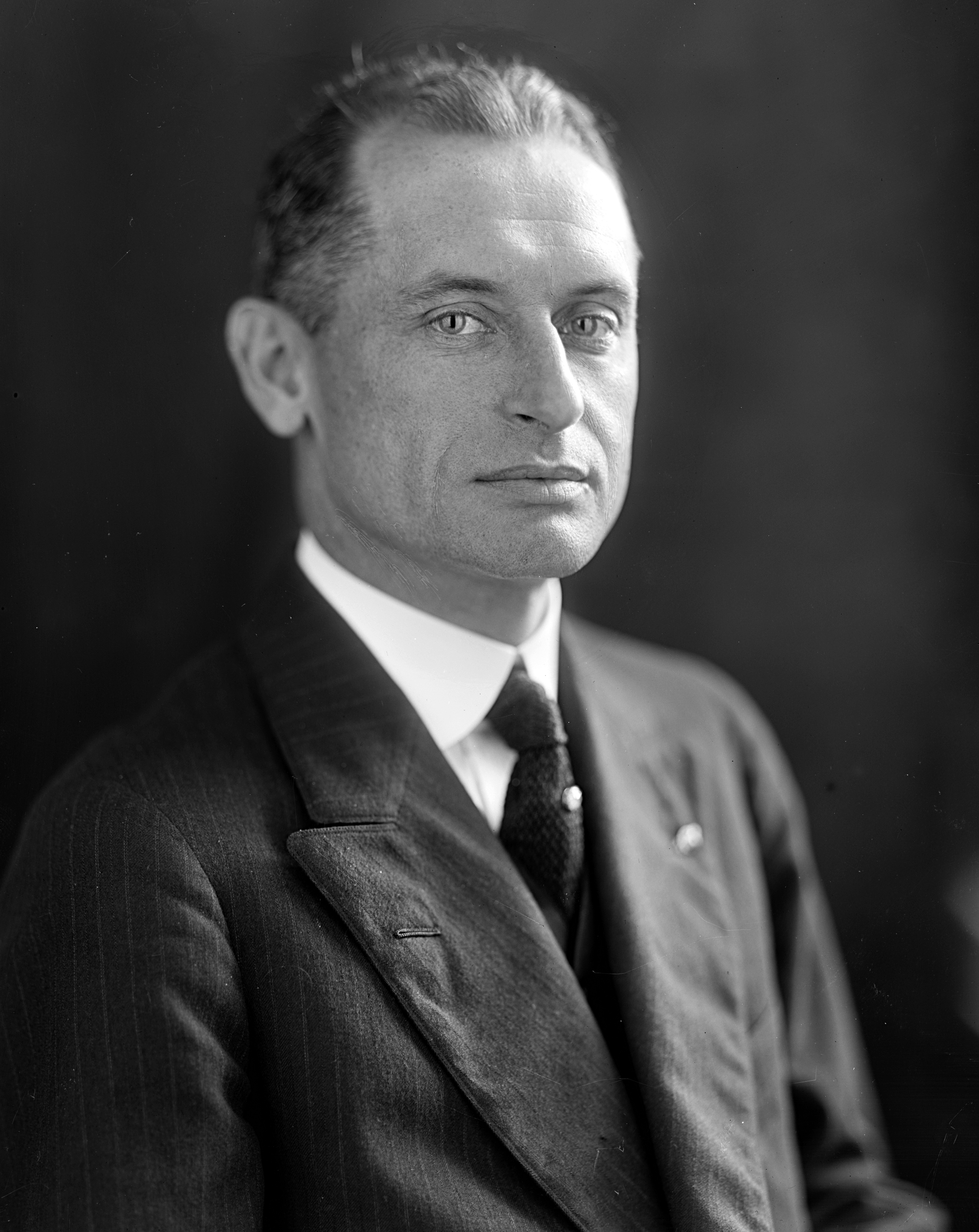
William Henry Hill

 William Henry Hill (* 23. März 1876 in Plains, Luzerne County, Pennsylvania; † 24. Juli 1972 in Binghamton, New York) war ein US-amerikanischer Politiker. Zwischen 1919 und 1921 vertrat er den Bundesstaat New York im US-Repräsentantenhaus.

## Werdegang
William Hill besuchte die öffentlichen Schulen seiner Heimat und die High School in Binghamton. Zwischen 1898 und 1901 war er Bürgermeister des Ortes Lestershire (heute Johnson City). Dort fungierte er von 1902 bis 1910 auch als Posthalter. Außerdem gab er in diesem Ort zwischen 1898 und 1921 eine Zeitung heraus. Politisch schloss er sich der Republikanischen Partei an. Von 1914 bis 1918 saß er im Senat von New York.
Bei den Kongresswahlen des Jahres 1918 wurde Hill im 34. Wahlbezirk von New York in das US-Repräsentantenhaus in Washington, D.C. gewählt, wo er am 4. März 1919 die Nachfolge von George Winthrop Fairchild antrat. Da er im Jahr 1920 auf eine weitere Kandidatur verzichtete, konnte er bis zum 3. März 1921 nur eine Legislaturperiode im Kongress absolvieren. In den Jahren 1919 und 1920 wurden der 18. und der 19. Verfassungszusatz ratifiziert. Dabei ging es um das Verbot des Handels mit alkoholischen Getränken bzw. um die bundesweite Einführung des Frauenwahlrechts.
Nach dem Ende seiner Zeit im US-Repräsentantenhaus blieb William Hill weiterhin politisch aktiv. In den Jahren 1924, 1928, 1932, 1940 und 1944 nahm er als Delegierter an den jeweiligen Republican National Conventions teil. 1925 wurde er in die New York State Parks Commission berufen, deren Vorsitz er 1933 übernahm. Im Jahr 1928 war er Vorsitzender des New York Hoover-for-President Committee, das den Präsidentschaftswahlkampf von Herbert Hoover unterstützte. Im Jahr 1932 war er stellvertretender Vorsitzender des republikanischen Wahlkampfkomitees im Osten. Außerdem gehörte er dem Staatsvorstand der Republikaner an. Er war auch Kurator der Syracuse University. Überdies war er bis 1960 als Zeitungsherausgeber tätig. William Hill starb am 24. Juli 1972 im Alter von 96 Jahren in Binghamton.